# Mičihiro Jasuda
Mičihiro Jasuda (* 20. prosince 1987) je japonský fotbalista.

## Reprezentační kariéra
Mičihiro Jasuda odehrál 7 reprezentačních utkání. S japonskou reprezentací se zúčastnil letních olympijských her 2008.

## Statistiky
| Japonsko | Japonsko | Japonsko |
| Roky     | Záp.     | Góly     |
| -------- | -------- | -------- |
| 2008     | 5        | 0        |
| 2009     | 1        | 1        |
| 2010     | 0        | 0        |
| 2011     | 1        | 0        |
| Celkem   | 7        | 1        |